# Banho de Cheiro
Banho de Cheiro é o terceiro álbum de estúdio da cantora brasileira Fafá de Belém, lançado em 1978, pela gravadora Philips produzido por Sérgio de Carvalho.

## Etimologia
Nome em homenagem ao banho de cheiro, mistura encantada de ervas aromáticas, popular na região norte do Brasil, usado nas comemorações da festa junina e do reveion no estado do Pará. Prática ritualística que ocorre desde o século XIX, ao qual se atribui o poder de atrair a felicidade, reatar amores e, abrir as portas da prosperidade ao bebedor.

## Faixas

### Lado A
| N.º | Título                       | Compositor(es)                    | Duração |  |
| 1.  | "Dentro De Mim Mora Um Anjo" | Sueli Costa, Cacaso               | 2:46    |  |
| 2.  | "Maria Solidária"            | Fernando Brant, Milton Nascimento | 2:07    |  |
| 3.  | "Se Eu Disser"               | Sérgio Natureza, Tunai Mucci      | 3:04    |  |
| 4.  | "Carta Noturna"              | Paulo André, Ruy Barata           | 4:44    |  |
| 5.  | "Tu, Mi Delirio"             | C. Portillo de La Luz             | 3:53    |  |
| 6.  | "Chegada"                    | José Maria Vilar                  | 3:24    |  |

### Lado B
| N.º | Título            | Compositor(es)                | Duração |  |
| 1.  | "Moça do Mar"     | Ivan Wrigg, Octávio Burnier   | 3:21    |  |
| 2.  | "Tanto"           | Beto Guedes, Ronaldo Bastos   | 2:28    |  |
| 3.  | "Baiuca's Bar"    | Paulo André, Ruy Barata       | 2:00    |  |
| 4.  | "Gostoso"         | Luiz Gonzaga Jr.              | 3:07    |  |
| 5.  | "A Noite"         | Francis Hime, Renata Palotini | 2:17    |  |
| 6.  | "Estrelê"         | Paulo Levita, Walter Queiroz  | 3:04    |  |
| 7.  | "Banho de Cheiro" | Paulo André, Ruy Barata       | 3:06    |  |